# Ereruyk
Ereruyk (in armeno Երերույք?), traslitterato anche Yereruyk o Ererouk, è un sito archeologico caratterizzato dalla presenza di un'antica basilica; situato in Armenia, provincia di Shirak, nei pressi del villaggio di Anipemza. Sorge su un altopiano, lungo le sponde del fiume Akhurian che segna il confine con la Turchia, circa cinque chilometri più a sud dell'antica capitale bagratide dell'Armenia, Ani.
La basilica è considerata uno dei più antichi esempi di architettura armena riferibile all'epoca "paleocristiana" (IV-VI sec.) anche se la sua datazione, inizialmente posta al quarto secolo, è stata prima spostata al quinto secolo, poi al sesto secolo. In effetti, non essendo la basilica citata in alcuna fonte, le datazioni proposte vanno considerate ipotetiche. Tuttavia gli studi più recenti che hanno comportato l'analisi delle caratteristiche architettoniche con l'esame della stratigrafia degli elevati, lo studio dei decori scultorei e dell'epigrafia, oltre che il confronto con chiese analoghe in Siria portano a ritenere assai verosimile la datazione al VI secolo.

## Etimologia
Il nome, in lingua armena, significa tremante; secondo la tradizione popolare, il nome del tempio è derivato dalla sua soluzione architettonica unica della struttura che sembra appunto tremante sulle sue sei colonne per coloro che la osservano a distanza.
Ereruyk rappresenta uno dei primi esempi di architettura religiosa armena costruita su pilastri e una delle più grandi strutture medievali ancora esistenti.

## La basilica
L'edificio, a tre navate, strutturato con spesse mura laterali, è una delle più grandi chiese armene dell'epoca. Dotata di portici sui lati Nord, Ovest e Sud, di due pastoforia (cappelle lunghe e strette fiancheggianti l'abside) e di due nicchie absidali esterne all'estremità dei portici laterali, in origine potrebbe essere stata coperta da capriate in legno. Il pastoforia di Nord-Est conserva ancora buona parte delle due volte sovrapposte di cui la superiore è inclinata (più alta verso la navata centrale).
La basilica di Ererouyk presenta delle similitudini con le basiliche siriane tanto nell'impianto architettonico (alte torri angolari sporgenti sulla facciata Ovest) quanto nel decoro scultoreo (bande decorative alle finestre).
All'estremità Est della facciata Sud si trova un'iscrizione greca simile a quella della chiesa siriana di Deir Sem'an della fine del V secolo.
Con Tekor (fine del V secolo) e Zvartnots (VII secolo), è una delle rare chiese armene ad essere costruite interamente su uno zoccolo di 5-6 gradoni simile ad un crepidoma. Gli scavi archeologici hanno però svelato la mancanza di una piattaforma continua sotto l'edificio le cui fondamenta sono poste direttamente sulla roccia.
La basilica fungeva da santuario martiriale: un'iscrizione incisa sulla lesena posta all'angolo Nord-Est dell'abside recita: “martyrion [...] del Precursore e del Protomartire”, cioè dei santi Giovanni Battista e Stefano.
Lungo i lati Sud e Nord vi sono portali a timpano, ornati di dentelli con inscritto un arco leggermente oltrepassato, modellato con una cornice a bande che poggia su due colonne sormontate da capitelli a foglie d'acanto. Le facciate settentrionale e meridionale sono decorate da lesene e fortemente caratterizzate dalla presenza di 4 ampie finestre centinate inquadrate da una cornice a fasce appiattite le cui estremità inferiori sono rivolte ad angolo retto verso l'esterno. Nella parte superiore del muro, all'altezza delle lesene, corre una cornice dentellata.
La facciata Ovest è caratterizzata da due finestre analoghe a quelle della facciata, con differenti elementi decorativi e, nella parte alta della facciata, da una trifora che illuminava la navata centrale.
Le decorazioni scolpite a basso rilievo sugli architravi e sui capitelli dell'abside e delle absidiole alla testa dei portici settentrionale e meridionale, danno molto rilievo al motivo emblematico e apotropaico della croce “di Malta” (a 4 bracci uguali) inscritta in un medaglione, talvolta accostata da animali e/o fiancheggiata da alberi. Il medaglione centrale con la croce è spesso completato da due medaglioni laterali a rosone o margherita. I capitelli che coronano le semicolonne dei portali sono decorati con una stilizzazione delle foglie d'acanto, caratteristica della degenerazione di questa forma decorativa romana antica nelle culture paleocristiane.
La basilica doveva essere dotata di una decorazione dipinta di cui non restano che poche tracce, soprattutto nella finestra absidale e su una composizione in parte cancellata sull'architrave del portale Ovest della facciata Sud.

## Altri resti
La vasta area archeologica che circonda la basilica comprende anche, oltre a numerosi frammenti scultorei, soprattutto delle steli, disperse tutto attorno alla basilica, una cinquantina di pietre tombali a sella su plinto ed i resti di diverse costruzioni: a) un muro di cinta a contrafforti ed esedre a Nord ed a est della basilica; b) in basso, a Nord-Est, nel vallone, le vestigia di un edificio voltato, un tempo interpretato come una cisterna ma corrispondente più verosimilmente ad un mausoleo, verosimilmente menzionato da N. Marr come dedicato a san Teodoro; c) a Sud della basilica, un numero insolitamente elevato (tra sei e otto) di piedistalli a gradoni che supportavano dei monumenti commemorativi a stele crucifera, attorno ai quali era stato realizzato un cimitero che ha funzionato per un lasso di tempo molto lungo, dal tardo antico fin quasi ai nostri giorni; d) leggermente più lontano, a Ovest e a Sud della basilica, i resti di tre o quattro muri che un tempo chiudevano il vallone, senz'altro per trattenere l'acqua ma anche, probabilmente, con funzione di viadotto; f) due stanze rupestri scavate nella parete rocciosa, a Nord della basilica.

## Stato di conservazione ed interventi realizzati
Il sito di Ererouyk ed i suoi territori circostanti furono strettamente legati alle sorti della città di Ani come dimostra un'iscrizione posta sul lato Est della chiesa di San Giovanni ad Ani, datata attorno al 1200 in cui il generale Zakaré dichiara di aver ricevuto in dono il villaggio Lagaj situato di frontre al monastero ed Ererouyk "con tutte le sue terre e la primavera dei giardini fioriti". Tra il 1200 ed il 1600 non si trova alcuna notizia su Ererouyk che tra il 1600 e il 1700 doveva essere già abbandonata come dimostrerebbero due iscrizioni greche, probabilmente realizzate da viaggiatori dell'epoca, che N. Marr narra di aver trovato all'interno della basilica. A metà ottocento risalgono i primi studi e rilievi della basilica (H. Shakhatounyan, 1842; H. Abich, 1844; G. Alishan, 1881) che riportano una situazione molto simile all'attuale (fatta eccezione per la torre Sud Ovest, ora completamente crollata).
I primi scavi archeologici sul sito vengono organizzati e diretti da N. Marr con la partecipazione di T. Thoramanyan, A Fetfajian, S. N. Poltarazkin, H. Orbeli e N. N. Tichonov nell'estate del 1908 e comportano la realizzazione di alcuni sondaggi all'interno della chiesa ed il riordino ed il rilievo delle decorazioni scultore di cui le più belle vengono portate presso il museo di Ani e in seguito vanno perdute.
Nel 1928 il Comitato per la Conservazione dei Monumenti dell'Armenia, in seguito alle sollecitazioni dell'architetto Alexandre Tamanyan, intraprende dei lavori di riassetto delle rovine e di restauro dello stilobate e di altre parti pericolanti della chiesa. A quell'epoca il villaggio curdo nei pressi della basilica è completamente abbandonato. Ulteriori lavori di consolidamento e scavo vengono realizzati nel 1948 sotto la direzione dell'architetto Sahinian che fa ricollocare la parte inferiore dell'iscrizione del 1038 e sostituire le pietre della parte inferiore della parete Sud.
Ulteriori lavori vengono progettati ed in piccola parte realizzati sotto la direzione dell'architetto Vahagn Grigoryan verso la fine degli anni '80. Il grave terremoto del 1988 provoca danni ingenti anche alla basilica di Ererouyk che
viene inserita dal Governo armeno nella lista dei monumenti da salvare quando il Governo italiano offre un supporto tecnico per il consolidamento degli edifici danneggiati dal sisma. nel 1989 e nel 1991 vengono organizzate due missioni di esperti italiani per il rilievo (diretto dagli architetti P. Torsello e N. Gianighyan dell'IUAV di Venezia) e la valutazione del dissesto strutturale (prof. Locatelli, Politecnico di Milano)
Il 25 agosto 1995 il sito è stato inserito nella "Lista provvisoria" del Patrimonio dell'umanità dell'UNESCO. Nello stesso anno una missione del World Monuments Fund
Nel 2016 il sito è stato nominato uno dei 7 siti più in pericolo d'Europa nell'ambito del progetto di salvaguardia "The 7 Most Endangered" lanciato dall'organizzazione Europa Nostra in partenariato con l'Istituto della Banca europea per gli investimenti.

## Galleria d'immagini

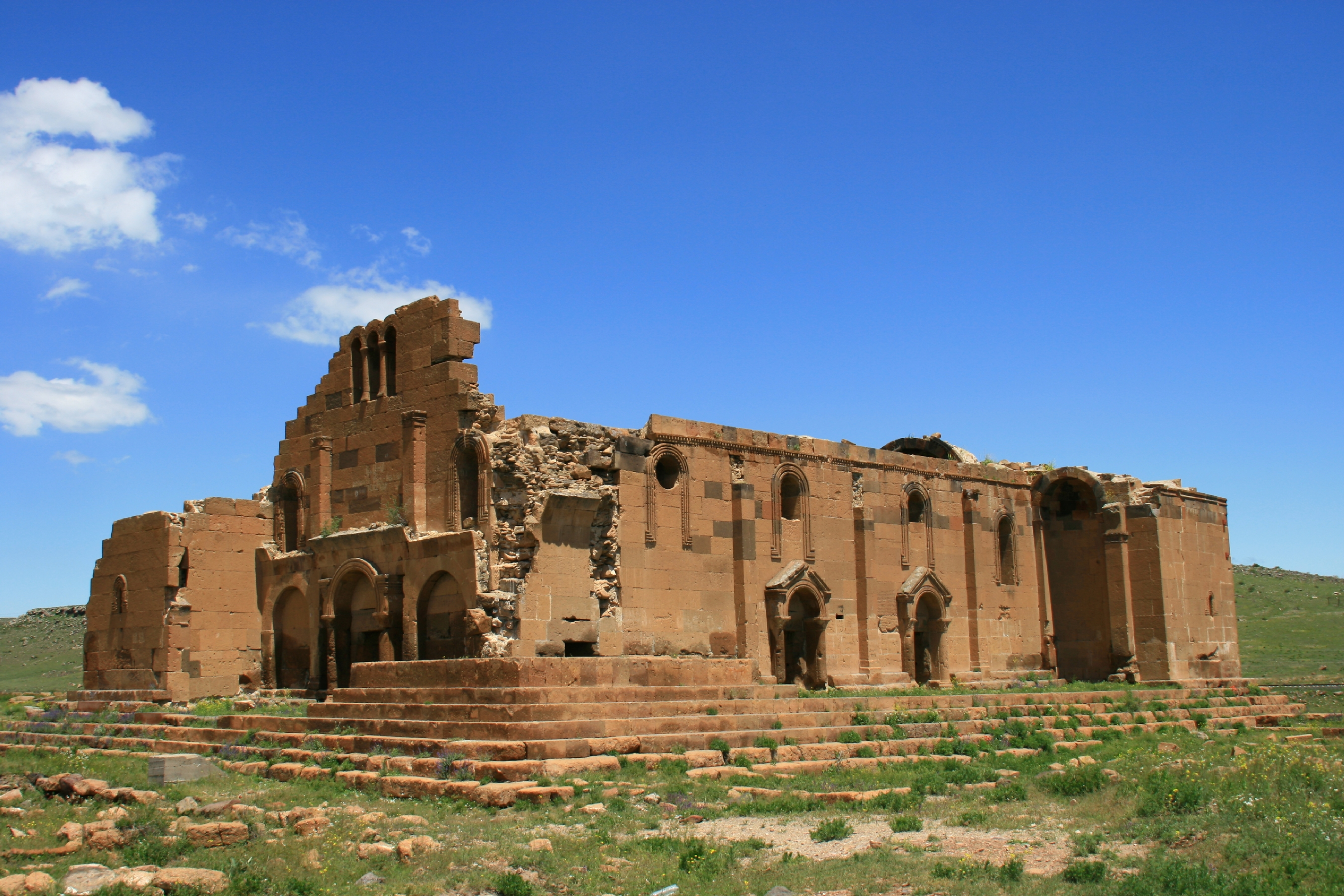
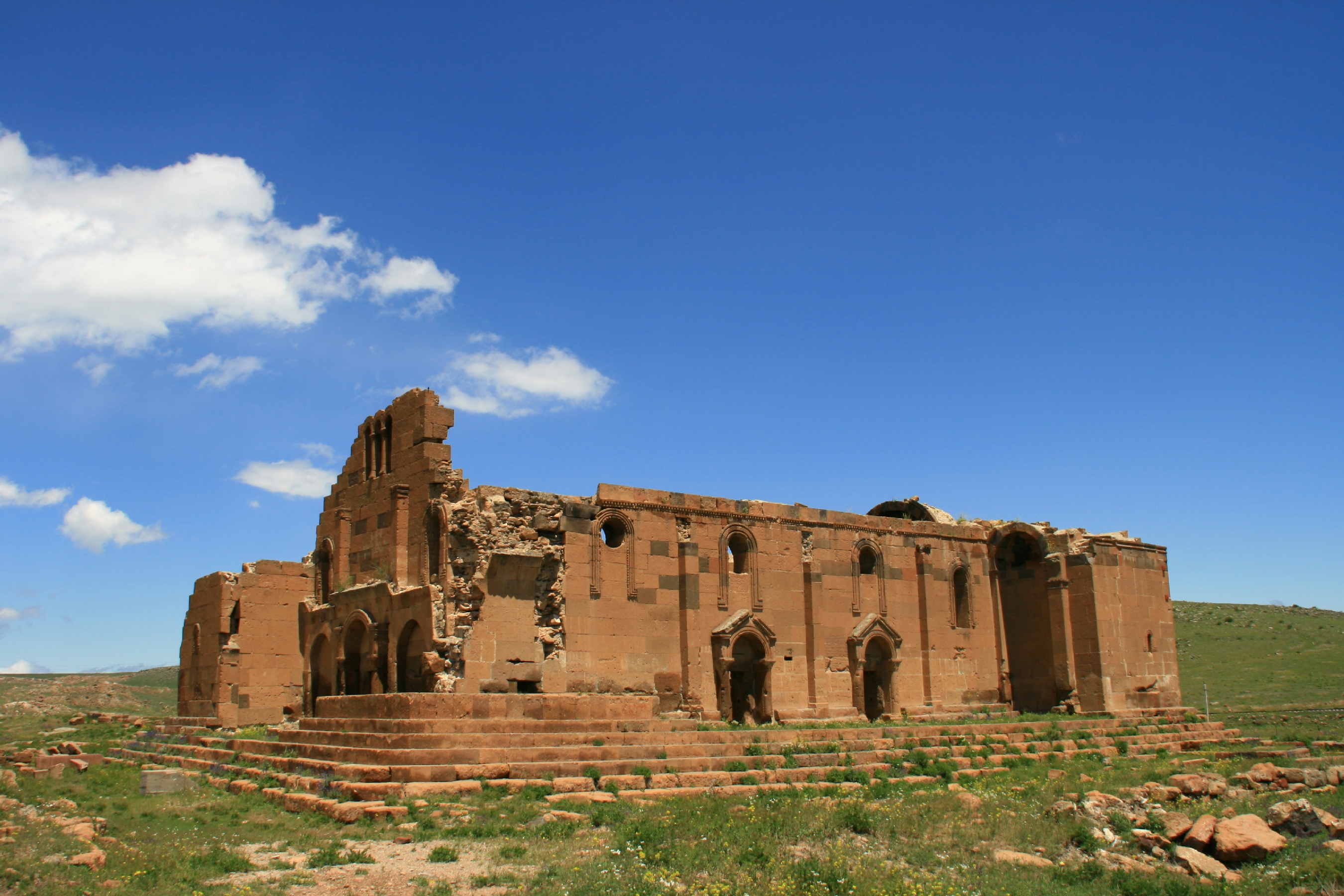
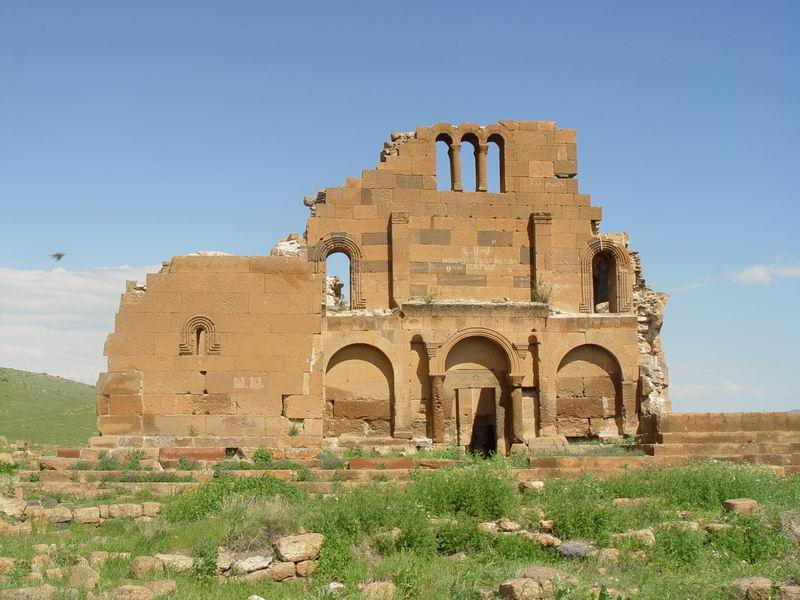
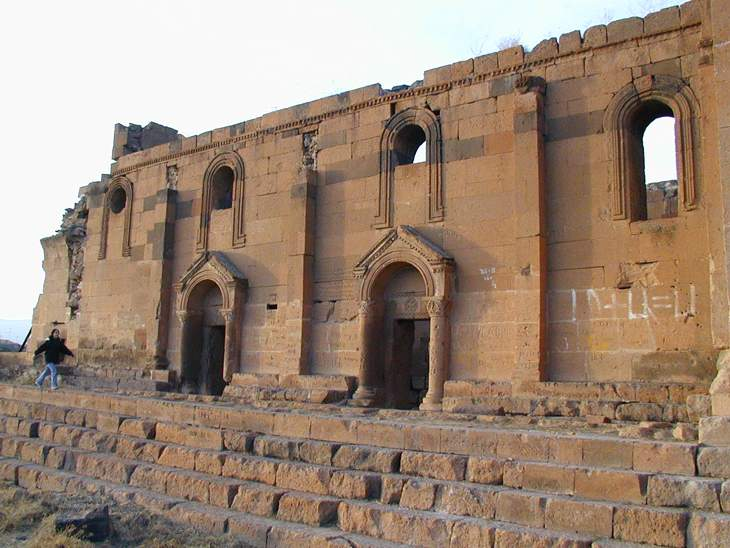
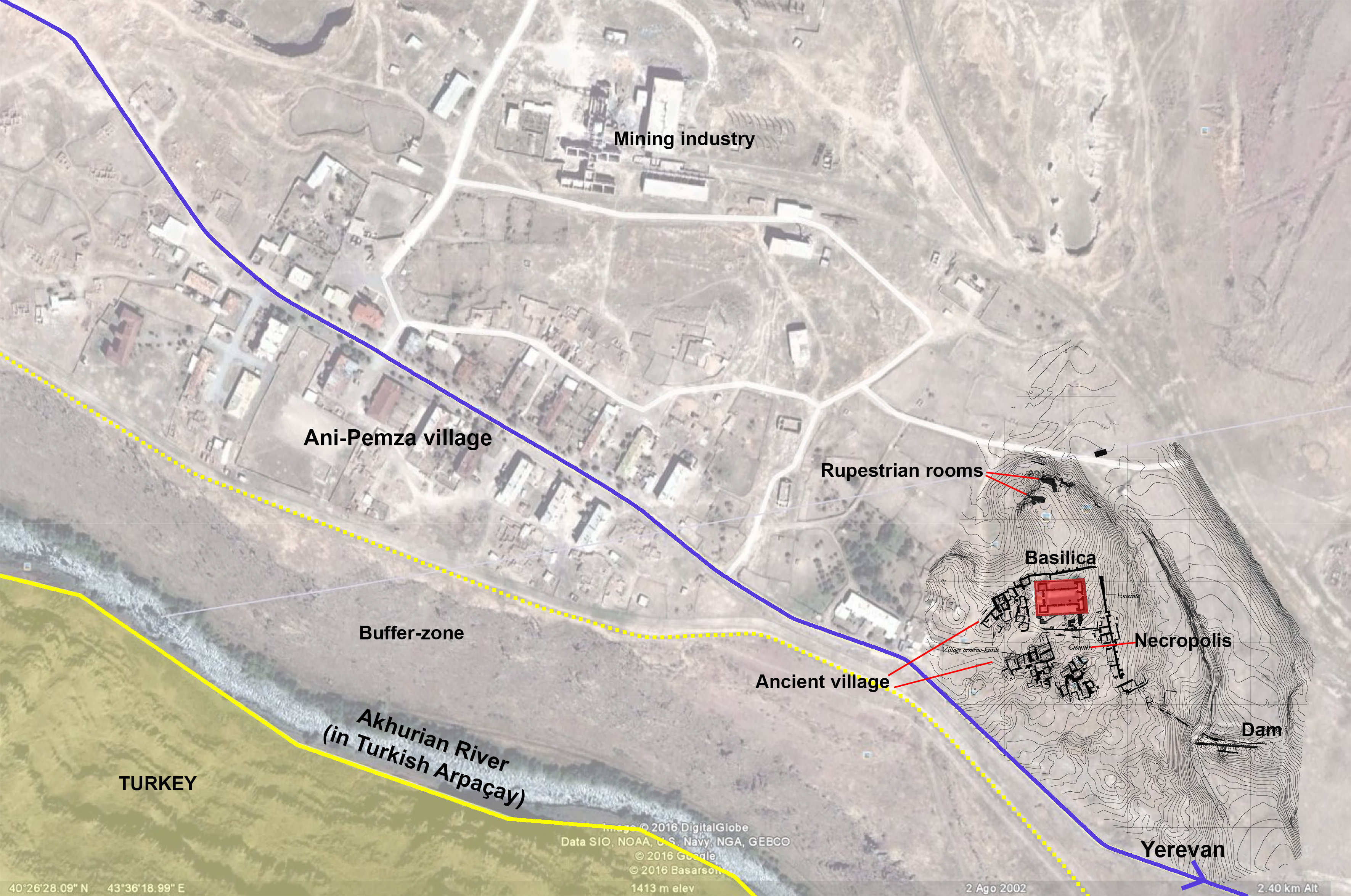
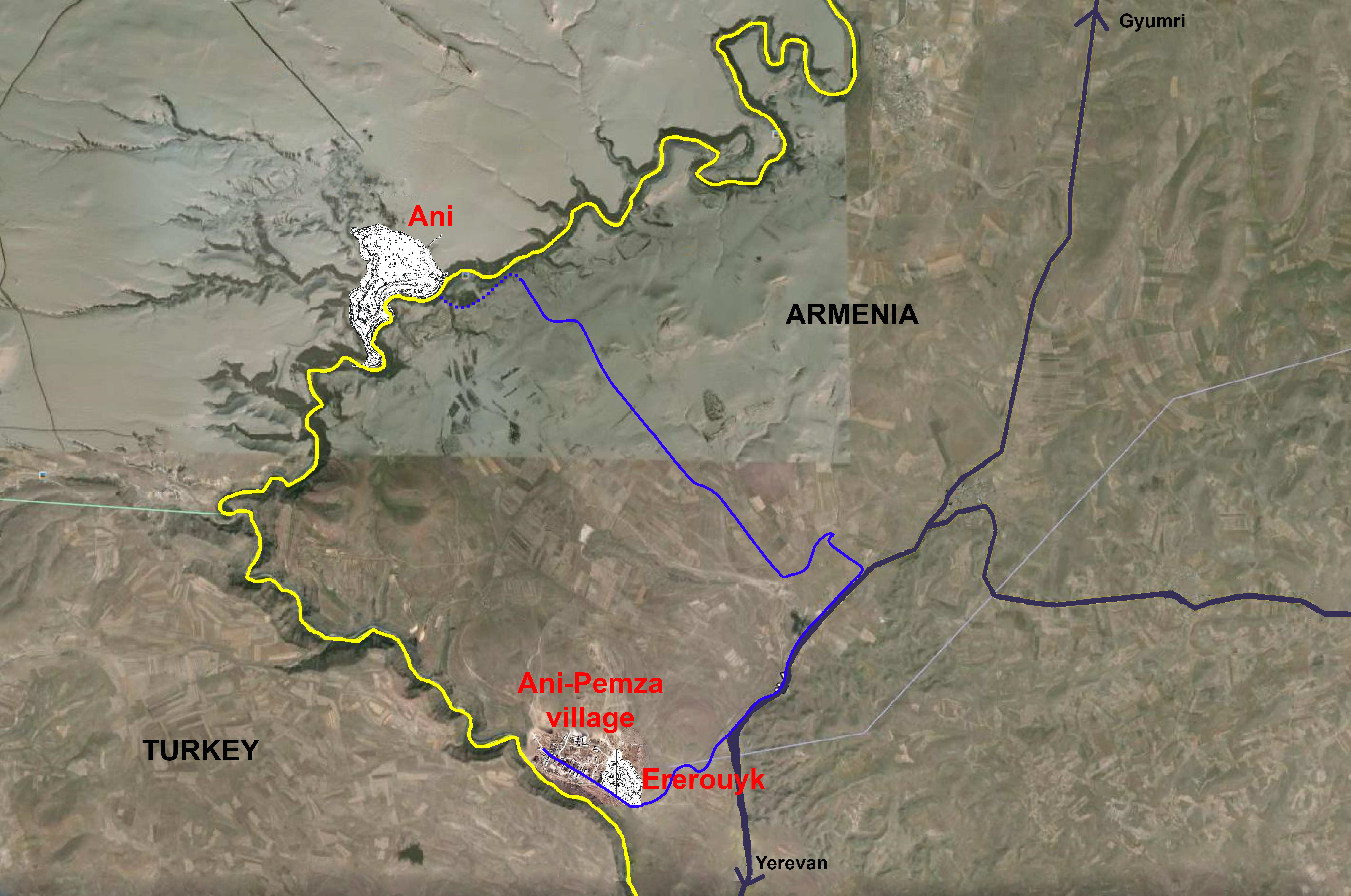
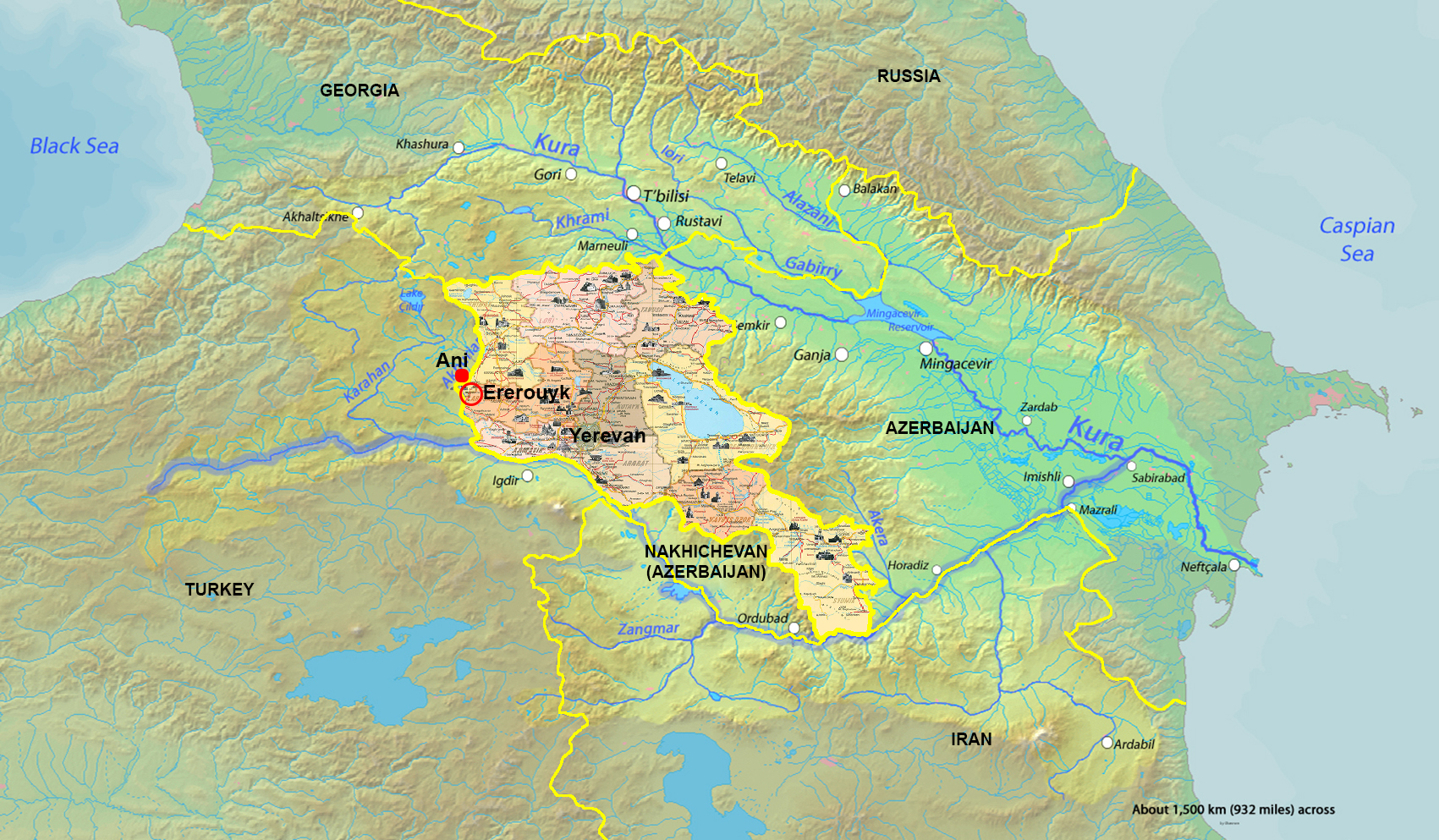